# Pisocine, Sokal
Pisocine (în ucraineană Пісочне) este un sat în comuna Tudorkovîci din raionul Sokal, regiunea Liov, Ucraina.

## Demografie
Componența lingvistică a localității Pisocine
     Ucraineană (99,33%)
     Alte limbi (0,67%)
Conform recensământului din 2001, majoritatea populației localității Pisocine era vorbitoare de ucraineană (99,33%), existând în minoritate și vorbitori de alte limbi.